# Gare de Rosult
Gare de Rosult vasútállomás Franciaországban, Rosult településen.

## Vasútvonalak
Az állomást az alábbi vasútvonalak érintik:
- Fives-Hirson-vasútvonal

## Kapcsolódó állomások
A vasútállomáshoz az alábbi állomások vannak a legközelebb:
- Gare de Landas
- Gare de Saint-Amand-les-Eaux